# ふぁみこんむかし話 新・鬼ヶ島
『ふぁみこんむかし話 新・鬼ヶ島』（ふぁみこんむかしばなし しん・おにがしま）は、任天堂が日本で発売したゲームソフト。ジャンルはアドベンチャーゲーム。開発はパックスソフトニカと任天堂が共同で行った。
後年には外伝作品『平成 新・鬼ヶ島』（1997年）や、他機種への移植作が制作・販売された。

## 概要
ファミリーコンピュータ ディスクシステム用のゲームソフトとして、『ふぁみこんむかし話 新・鬼ヶ島 前編』が1987年9月4日に、『ふぁみこんむかし話 新・鬼ヶ島 後編』が同年9月30日に発売された。監修は宮本茂。脚本・演出は菱田達也。プログラムは橋下友茂と亀山雅之。音楽は近藤浩治。任天堂が初めて発売したテキストアドベンチャーゲームとなり、初の2枚組ディスクカードソフトともなった。
「ふぁみこんむかし話」の副題が示す通り、「桃太郎」や「かぐや姫」など、日本の昔話から引用したキャラクターが、独特の切り口により融合された世界観の元で活躍するゲームである。当時日本のコンシューマゲーム機向けに制作されたアドベンチャーゲームはSFを題材とした作品や殺人事件の解決を目指す推理小説のような作品が多かったが、本作は昔話特有の優しく親しみやすい語り口で主人公の男の子と女の子、動物たちによる冒険や出会い、別れを織り込んだ物語が展開される。
電源投入中にも専用メディア「ディスクカード」の交換が可能なディスクシステムの特徴を利用して、ゲームを前編・後編に分けて発売し、ゲーム内容のボリューム向上を図った。後編をプレイするには前編のディスクカードが必要となり、さらに前編の物語を終了させなければならない。この形式は後継作品の『ふぁみこんむかし話 遊遊記』（1989年）、『タイムツイスト 歴史のかたすみで…』（1991年）だけでなく、『ファミコン探偵倶楽部シリーズ』（1988年 - 1997年）、他社作品である『探偵 神宮寺三郎 危険な二人』（1988年）にも採用された。

## ゲームシステム
プレイヤーは画面に複数用意されたコマンドを選び、主人公たちに適切な行動を取らせ、全9章で構成される物語を読み進めていく。ただし誤ったコマンドを選択したり、謎を解かないまま物語を進めたりするとゲームオーバーになる場合がある。
このゲームには「はなす」「みる」「いどう」などごく普通のコマンドのほか、主人公の男の子と女の子を切り換えるためのコマンド「ひとかえる」が用意された。「ひとかえる」を使用することによりそれぞれに別行動を取らせ、異なる観点から物語を同時に進行させることができる。さらに片方の主人公にはできない行動がもう一方では簡単にできたり、コマンドを選んだ結果として表示される文章や台詞に変化が現れたりと、主人公たちの個性を表現する役割も果たした。
ディスクからのデータロードのタイミングは章単位で設けられており、セーブ時を除いて同じ章の中で読み込みが起こることは無い。

## 物語

### 一章
むかしむかし、長串村（ながくしむら）という山奥の小さな村に、おじいさんとおばあさんが住んでいました。ある日、子供がいなかった2人は、子供を授かるという夢のお告げを聞いたのでした。
おじいさんは山へ芝刈りに向かいました。あしがら山には恐ろしい熊がいましたが、その途中で出会った金太郎の友達だったため事なきを得ます。芝刈りの帰りに道に迷ったおじいさんは、竹やぶの中で光る竹を見つけます。注意して竹を切ると中から可愛い女の子が出てきたのでした。おじいさんは喜んで家に帰りました。
一方、おばあさんは川へ洗濯に行きました。途中、六地蔵様の前を通りがかると、一人だけみのとかさをつけてないお地蔵様がいることに気付きます。おばあさんはそのお地蔵様にみのとかさを着せてあげました。するとおばあさんはお地蔵様からお礼を言われ、川へいくように勧められます。そして川で洗濯をしていると、川上からおわんが流れてきました。おばあさんは訳が分からないまま、おわんを拾って家に帰りました。
家に帰ったおばあさんがおわんのフタを見ると「内側の線いっぱいまでお湯を注いで下さい」と書いてありました。おばあさんはフタを矢印の所まであけ、お湯を注いでしばらく待つと、中から元気な男の子が飛び出しました。
おじいさんとおばあさんは喜んで二人の子を育てることにしました。

### 二章
月日が流れ、子供たちは8歳になりました。おじいさんの家にいた鶴の「おつうさん」が長い間二人の世話をしていたのですが、反物を置いて帰っていきました。おじいさんは二人にお使いを頼みます。この反物を隣村の一体さんに届けて、手紙に書いた品物をもらってきてほしいというのです。二人ははじめてのお使いに出発します。
ところが隣村への一本道の途中で意地悪な雪女に道を遮られます。雪女は何を言っても通してくれません。困った二人は一旦、戻っておむすびを食べようとしたところ、手が滑って道のわきにあった小さな穴に落としてしまいます。穴の中からは「おむすびころりん、すってんて～ん」という歌が聞こえてきました。穴からは小さなねずみが出てきて、お礼にと雪女対策の鏡を渡されます。二人は雪女の「おせち」と再会します。おせちは鏡を見ると喜んで持ち帰ってしまいました。邪魔者がいなくなったのでやっと二人は隣村にたどり着きました。
隣村の一体さんのお店に反物を届けたものの、残念ながらおじいさんの注文の品はなかったので、あとから一体さんが届けてくれることになりました。二人が家に帰りついたころには日がとっぷりと暮れていました。
そして、一体さんが注文の品を持っておじいさんの家を訪ねてきたのですが、不吉な話を口にします。西の方にある都に竜が出現し、人間を鬼にしているというのです。鬼は誰かを探して暴れているようで、街を壊したり、人の魂を吸い取って鬼を増やしたり大変なことになっていると。鬼はこちらに向かってきているようで、そう遠くない屏風岩に砦を築いているという噂もあるとのことでした。
二人はこの話を聞くと恐ろしくなってしまい、寝床に入ったものの寝付けずに真夜中に起きてきてしまいます。そして、いろりのそばにおじいさんがしまい忘れた道具箱を見つけたのでした。二人が箱を開けると中には竹筒とおわんが入っていました。この時、金太郎が現れます。金太郎は二人がおじいさんたちの本当の子ではなく、そのおわんと竹筒から生まれたと言います。驚く二人に、確かめたければ川上へ行ってみるようにと告げるのでした。
男の子と女の子が川上へ向かうと滝の裏が不思議な光で輝いていました。しかし、滝の流れが急で中に入れません。困っていたところ、滝の上でかっぱに出会います。二人はかっぱのお皿を見つけてあげたことで、滝の水を止めてもらい、滝の中に入ることができました。
滝の裏にあった洞窟にはおなべのおばけのような輝く不思議な物体がありました。それには文字が書いてありました。
「竜の宮にて　忌まわしき　暗黒の化身　よみがえる　私はこの地に復活し　過ちを正す者なり」
女の子が声に出して読むと、おなべの一部が開き、中から腕輪と首飾りが出てきます。それらはひとりでに飛び出してきて、腕輪は男の子に、首飾りは女の子にかかりました。腕輪と首飾りはどうやっても外すことができません。二人が家に帰ろうとすると、もっと大変なことを目にしてしまいます。
家には恐ろしい鬼たちがやってきて、手に持った銅鐸でおじいさんとおばあさんを吸い込んでしまったのでした。おじいさんたちを助けようとした男の子たちの前に金太郎が立ちふさがり、こう言います。今の二人では勝ち目がない。銅鐸に魂を吸い取られた人は鬼になってしまうが、魂を取り戻せば元の人間に戻れる。おじいさんたちを助けたいなら屏風岩にある鬼の砦に行き、銅鐸を取り戻さなくてはならない…と。
おじいさんとおばあさんがいなくなってしまい途方にくれる二人でしたが、六地蔵がきびだんごと小判を置いて行ってくれました。二人は、夜明けを待っておじいさんとおばあさんを救うべく旅立ちます。

### 三章
夜が明け、二人は屏風岩にあるという鬼の砦を目指します。途中、山のふもとにボロボロに壊れた家を発見します。二人は壊れた家から丸太、爆弾、遠眼鏡、金づちといった道具を手に入れます。
山登りの途中、道が崩れている崖がありましたが、男の子は丸太を使い、橋をかけることで渡ることができました。
高い山を登り、千尋谷を越え、やっと鬼の砦にたどり着いたのですが、鬼が大勢いるようで、このままではとても中に入れそうにありません。二人は一度戻って、別の道を探して金づちで岩壁を叩いていると、なんと温泉が噴き出しました。とても二人の力ではかなわないと思っていた鬼たちですが、温泉が噴き出すと様子がおかしくなります。どうやら鬼たちはこの硫黄の臭いが苦手なようで、温泉をふさぐために砦から出て行ってしまいました。
思いがけない好機に、二人は手分けして砦に乗り込む作戦を立てます。女の子は砦の中に入りおじいさんたちの魂の入った銅鐸を取り戻すことに、男の子は砦の足に爆弾をしかけ女の子が出てきた時を見計らって爆破することにしました。男の子は途中の谷で拾った硫黄の玉を女の子に渡しました。
砦の中に入った女の子は銅鐸のありかを探して移動しているうちに、展望台のような場所にでます。ここで不思議な感覚に襲われます。誰かに見られているような気がするのですが、何度振り返っても誰も居ません。不思議に思って試しに遠眼鏡をのぞいてみると、いきなり天狗が現れました。女の子は天狗に銅鐸の場所を教えてくれたら遠眼鏡をあげると交換条件を出しますが、天狗は口を滑らせてしまいます。女の子は約束だからと遠眼鏡を渡しますが、天狗はお礼に隠れ蓑の灰をくれます。
女の子は隠れ蓑の灰で姿を消して銅鐸を取り戻そうとします。しかし、ふわふわと空中を飛んでいくように見える銅鐸を残っていた鬼に見られてしまいます。あわやというところで、女の子は硫黄の玉を鬼めがけて投げつけました。臭いが嫌いな鬼はひるみ、そのすきに女の子は一目散に砦から逃げ出します。男の子はすかさず爆弾で砦の足を爆破し、戻ってきた鬼たちもろとも砦は崩れていきました。
ようやく女の子は銅鐸を調べたものの、中は空っぽ、おじいさんたちの魂はありませんでした。崩れた砦から逃げてきた天狗に聞いたところ、銅鐸で吸い取った魂は鬼ヶ島に送られているらしいとのことでした。天狗の話によると鬼ヶ島は西の方にあるということです。二人はおじいさんたちの魂を取り戻すため、鬼ヶ島を目指すのでした。

### 四章
鬼ヶ島を目指す二人は、まず隣村へとやってきました。ところが驚いたことに隣村はいつの間にか湖に沈んでいたのでした。以前に二人がお使いに行った一体さんのお店も水の底になっていました。
かつて隣村だった湖のほとりを歩いていると、小屋を発見します。小屋の壁には「罪人よ　証の品を持ち　我らが姫の力で　目覚めの門を　くぐるべし　悪を解き放ちたる悪行は　その身をもって償うべし」と書いてありました。女の子がその意味を考えていると、一体さんに似た一人の漁師が通りがかります。漁師によると、この小屋は「ひのえさま」を祀ったほこらだという。都で暴れている伝説の竜を封じる人が現れたら祠が開くと言われていると。漁師は男の子がはめている腕輪を見ると、この村に伝わる伝説を教えてくれました。この村の人たちはお寺を守るために集まった人々で、「目覚めの者」が現れるまで寺を守っていたが、鬼が現れたので自らの手で村を水に沈めた竜宮人だと。彼らも同じ腕輪を持っており、水を操ることができたと。漁師はそう言うと森の奥へ消えていきました。二人は祠を開けようと試してみましたが、どうやっても開けることができませんでした。
男の子は沈んだお寺の秘密を探るため、湖へと潜ってみることにしました。女の子は荷物を守って湖のほとりで男の子を待ちます。湖の底には村が沈んでいました。さらに潜ると、龍の絵がかかれたお寺の門が見えます。男の子がお寺の中に入ろうとするものの、激しい水の流れでとても泳げません。ところが腕輪を水の流れにつけると、水が青く輝きはじめました。時を同じく、水辺の女の子が首飾りを使うと水面が輝きはじめます。すると、あれほど激しかった水の流れは止まり、男の子はお寺に入ることができました。中は真っ暗だったものの水から上がることができました。途中、沈んだ村で見つけた松明をかざすと、何者かが火をつけてくれました。不思議に思いながら上り坂を歩いていくと、男の子は気が遠くなっていきました。男の子は不思議な声を聞きました。その声の主は自らを「ひのえ」と名乗り、この世と竜の宮を治めるものだと言いました。竜の宮は「玉手箱」に龍を封じておく場所だという。玉手箱は乙姫が持っているものだが、百万年に一度、若返るために生まれ変わらなくてはならない。その間、玉手箱を地上の動物に任せることになっていた。しかし、ある時、愚かな人間が玉手箱を開けてしまったことで、竜が蘇ってしまった。暗黒の化身である竜を封じるのはこの男の子にしかできないことであると。鬼ヶ島にいる竜の実体は「竜の玉」で、これを抜き取って玉手箱に入れれば良い。鬼ヶ島に渡るには宮水の湧く「白石の泉」を通るしかない…と。宮水が都にもあるので、男の子が都で宮水を腕輪につけることで水を操る力が戻る、そうすればひのえは導いてくれると。ひのえは最後に打ち出の小づちを男の子にくれました。気が付くと男の子は先ほどのひのえを祀った祠から出てきていたのでした。
しかし、大変なことに、湖のほとりで待っていたはずの女の子の姿がどこにも見えません。女の子に預けていたはずの荷物と服だけが湖のほとりにありました。男の子は大声で女の子を呼びますが返事はありませんでした。何者かにさらわれてしまったのか…。女の子を探して走り回っているうちに、橋のたもとに出ました。
ひとりぼっちになった男の子の前に一匹の犬が現れました。その犬は人の言葉をしゃべることができる不思議な犬でした。犬に女の子のことを聞いてみましたが、やっぱり女の子はこなかったと言われました。ただ、鬼が通ったのを犬は見たとのことでした。男の子は犬にきびだんごをあげました。犬は自ら「りんご」と名乗り、男の子と一緒に旅をすることになりました。話によると、鬼たちが篭を担いで河を渡ったと言います。その篭に女の子が乗っていたのかもしれません。男の子とりんごはなんとか河を渡ろうとします。河岸には、うさぎとたぬきがそれぞれ渡し舟のお店を経営していました。うさぎの船は木の船。たぬきの船は泥の船でした。男の子はお地蔵さまから貰った小判を使い河を渡ることができました。
いくつもの山を越え、谷を越え、ついに男の子とりんごは都の近くの関所にたどり着きました。しかし、関所は弁慶が門番をしていて、男の子を通してくれません。自分だけなら何とか通れそうだというりんごの言葉に、男の子は閃きました。ひのえさまからもらった打ち出の小槌を自分に振ると、米粒のように小さくなったのです。そしてりんごの背中に乗って弁慶をやりすごしたのでした。
都に近づくと、鬼を恐れて逃げ出す人が大勢歩いていました。打ち出の小槌をふたたび男の子に使うと、元の男の子よりもさらに大きく成長しました。鼻を垂らしていた小僧ではなく、ちゃんと話もできるようになったのです。小槌はひのえさまのプレゼントだったのでしょうか。これで鬼と戦うこともできそうです。ようやく男の子は都にたどり着きました。行方不明の女の子をさがすため、そして宮水を探すために、旅はまだまだ続きます。

## 登場人物
主人公の男の子と女の子の名前は、誕生時にプレイヤーが入力できる。
男の子（どんべ）
川を流れてきたカップ麺のようなお椀から生まれた男の子。頭を使うことは苦手だが力持ち。
FC版の取扱説明書では「もものたろう」という名前。名前を入力せずに決定すると「どんべ」となる。
女の子（ひかり）
輝く竹から生まれた女の子。頭が良く字も読めるが力仕事は苦手。男の子の姉のような存在。
FC版の取扱説明書では「かぐやひめこ」という名前。名前を入力せずに決定すると「ひかり」となる。
『キャプテン★レインボー』にも登場しているが、容姿はかなり異なる。
おじいさん・おばあさん
男の子と女の子の育ての親。第1章のみこの2人の視点でゲームを進めることになる。この他におつうさんという女性に化けた鶴が男の子と女の子の世話役として一緒に生活していたという描写がある。
りんご
橋のふもとで男の子を待っていた犬。大人しく礼儀正しい。
まつのすけ
奇怪ヶ森で一行に加わった猿。やんちゃで生意気。
おはな
鬼ヶ島へ通じる白石の泉で出会う、最後の仲間となるキジ。巨体化する能力を持ち、一行を鬼ヶ島へ運ぶ。
いったい
この物語の語り部。メニュー画面に登場するほか、劇中でもシナリオの一端を担う人物として登場する。
名前の由来は「一休さん」で、毛が1本だけ頭の上に生えていることから「休」に一本付け足して「一体さん」というネーミングになっている。
金太郎
サングラスと赤い腹巻がトレードマークの謎の少年。英語を喋る。主人公たちのゆく先々で現れ、導いていく。
天狗
鬼の砦に忍び込んでいたひょうきん者の天狗。主人公の女の子をいたく気に入る。「おーっ」が口癖。
ひのえさま
星の姿に化身した、神のような存在。世界を覆う災いの元凶を知っており、主人公たちを龍封じの旅へと導く。
鬼
人間の魂を奪い龍に捧げる怪物。その正体は魂を奪われた人間の成れの果て。この物語の鬼は公家のような服をまとい、仮面のように無表情な顔、長い髪の毛、頭に伸びた2本の角を持つ。強いにおいを嫌う。
暗黒の化身
この世と対を成すもう1つの世界、闇の世界からやってきた邪悪な魔物の化身。人間の魂を食らうことによって実体化し、魂を奪い去った人間を配下の鬼に変えながら世に災いを振りまいている。
奪い取った人間の魂を龍の玉と呼ばれる宝玉に繋ぎ止めることで実体を保っている。
乙姫
はるか昔に暗黒の化身を玉手箱に封じ込めた伝説の人物。海に住む一族、竜宮人（りゅうぐうびと）の姫でもある。

## 移植版
| No. | タイトル                                                                    | 発売日                                                                  | 対応機種               | 開発元                              | 発売元 | メディア                                                                              | 型式           | 売上本数  | 備考                              |
| --- | --------------------------------------------------------------------------- | ----------------------------------------------------------------------- | ---------------------- | ----------------------------------- | ------ | ------------------------------------------------------------------------------------- | -------------- | --------- | --------------------------------- |
| 1   | 平成 新・鬼ヶ島 前編                                                        | 1997年12月1日 （ニンテンドウパワー） 1998年5月23日 （パッケージ販売版） | スーパーファミコン     | パックスソフトニカ 任天堂           | 任天堂 | SFメモリカセット （ニンテンドウパワー） 24メガビットロムカセット （パッケージ販売版） | SHVC-AO4J-JPN  | -         | ファミコンディスク版 前編のみ収録 |
| 2   | 平成 新・鬼ヶ島 後編                                                        | 1997年12月1日 （ニンテンドウパワー） 1998年5月23日 （パッケージ販売版） | スーパーファミコン     | パックスソフトニカ 任天堂           | 任天堂 | SFメモリカセット （ニンテンドウパワー） 24メガビットロムカセット （パッケージ販売版） | SHVC-AO5J-JPN  | -         | ファミコンディスク版 後編のみ収録 |
| 3   | ファミコンミニ26 ディスクシステムセレクション ふぁみこんむかし話 新・鬼ヶ島 | 2004年8月10日                                                           | ゲームボーイアドバンス | パックスソフトニカ 任天堂情報開発部 | 任天堂 | ロムカセット                                                                          | AGB-P-FFMJ-JPN | 6万1437本 |                                   |
| 4   | ふぁみこんむかし話 新・鬼ヶ島                                               | 2007年6月19日                                                           | Wii                    | パックスソフトニカ 任天堂情報開発部 | 任天堂 | ダウンロード （バーチャルコンソール）                                                 | -              | -         |                                   |
| 5   | ふぁみこんむかし話 新・鬼ヶ島                                               | 2013年6月5日                                                            | ニンテンドー3DS        | パックスソフトニカ 任天堂情報開発部 | 任天堂 | ダウンロード                                                                          | -              | -         |                                   |
| 6   | ふぁみこんむかし話 新・鬼ヶ島                                               | 2013年9月18日                                                           | Wii U                  | パックスソフトニカ 任天堂情報開発部 | 任天堂 | ダウンロード （バーチャルコンソール）                                                 | -              | -         |                                   |
| 7   | ファミリーコンピュータ Nintendo Switch Online                               | 2024年7月4日                                                            | Nintendo Switch        | 任天堂                              | 任天堂 | ダウンロード                                                                          | -              | -         | -                                 |

スーパーファミコン版
スーパーファミコン用の外伝作品『平成 新・鬼ヶ島 前編』にはファミコンディスク版の前編が、『平成 新・鬼ヶ島 後編』にはファミコンディスク版の後編が収録された。いずれも本編終了後に一定の条件を満たす事で、ファミコンディスク版がプレイできるようになり、後編は前編の所有や終了の有無にかかわらず単体でプレイできる。平成の内容は鬼ヶ島本編とリンクしており大まかな流れが紹介され謎解きのヒントに繋がっている。
この版には多くの改変が加えられた。章の始めとゲーム再開時には主人公の男の子と金太郎が相撲を取るデモ画面が表示される。メディアの変更によりセーブ・ロード時間が廃止され、セーブ時の警告文や物語中の一部文章が差し替えられた。スーパーファミコンの音源に合わせBGMはステレオ化とともに編曲・アレンジが加えられ、効果音も一新されるなど、音響面ではファミコンディスク版との差異が大きい。
ゲームボーイアドバンス版
2004年8月10日にゲームボーイアドバンス版『ふぁみこんむかし話 新・鬼ヶ島 前後編』が発売された。これはファミコンソフトをゲームボーイアドバンスに移植、復刻販売するファミコンミニの第3弾「ディスクシステムセレクション」のうちの1作である。前編・後編を統合した上で移植され、1本のソフトで最後まで物語を進めることができる。原作を再現するファミコンミニの方針から文章や演出に変更は加えられていないが、画面表示領域の減少によるグラフィックの縮小や音色の変化など機器の仕様差による表現の相違が存在する。メディア入れ替え作業の必要はなく、ロード・セーブの待ち時間が短縮された。
Wii版
2007年6月19日からWiiバーチャルコンソール対応ソフト『ふぁみこんむかし話 新・鬼ヶ島 （前後編）』のダウンロード販売が開始された。画面表示は原作そのままに、ゲームボーイアドバンス版と同様に前編・後編を統合させ、メディア入れ替え作業をなくし、ロード・セーブの待ち時間を短縮した。この版では2章の登場人物「雪女のおせち」の容姿をけなす文章と、「じょしだいせいねずみ」の素性を説明する文章が差し替えられた。
3DS版
2013年6月5日から3DSバーチャルコンソールで配信が開始された。
Wii U版
2013年9月18日からWii Uバーチャルコンソールで配信が開始された。

## 音楽

### サウンドトラック
ファミコン・ミュージック Vol.2
ファミコンの名作のBGMを取り上げたオムニバスCDの第2弾。前後編全曲収録。1987年発売。前編がトラック1、トラック10にまとめて収録されている。
2002年に「GAME SOUND LEGEND シリーズ」の一篇として、トラックの分割を施した再販版がリリースされた。
ファミコン20THアニバーサリーアレンジサウンドトラックス
2004年2月18日発売。前編のBGMをメドレー形式でオーケストラアレンジにした楽曲が収録。編曲は相原“J99”隆行 。彼によると、前後編の全ての楽曲をアレンジに含めたかったが、時間の制約上かなわなかったとのこと。サイトロンデジタルコンテンツ社制作。
ファミコン20THアニバーサリーオリジナルサウンドトラックVOL.3
2004年4月21日発売。前編と後編を全曲収録。CDの収録曲数の都合上、全曲1ループのみの収録。サイトロンデジタルコンテンツ社制作。
ゲームサウンドミュージアム〜ファミコン編
ファミコン20周年を記念してメガハウスが制作・発売した食玩。2004年4月下旬より発売された。CDをおまけにした（というよりCDがメイン）食玩で、ヨーグルト味のキャンディーが1つと、1つのゲームのBGMを全曲収録した8cmCDが付属していた。本作品のBGMは、前編と後編は別々に分けた上で全曲収録されている。後編のCDには、20THアニバーサリーサウンドトラック収録の後編には収録されていなかった「ひのえさま」のテーマ曲が再収録されている他、それぞれ、前編、後編のBGMをプレイ中の効果音ごとそのまま収録したゲームプレイのトラックが収録されている。
TOY MUSIC Dancing Super Mario Brothers』/アキハバラ・エレクトリック・サーカス
『エンディング曲のアレンジ版が収録されている。1988年発売。編曲は後のBS版で編曲を担当した尾崎裕一が手掛けており、BS版のスタッフロール曲として原曲がそのまま使用された。。
このCDに収録されているアレンジ版は鬼のテーマのフレーズのアレンジによるイントロから始まっていくつかの原曲をメドレー形式にしたものになっているが、SFC版ではCD版のイントロを踏襲しつつFC版のエンディングBGMをメインに据えたアレンジとなっている。

### BGMリスト
〜前編〜
- 1. タイトルBGM
- 2. 第一章 〜いえのなか〜
- 3. 第一章 〜やまへいくとちゅうのみち
- 4. 第二章 〜いえのなか
- 5. 第二章 〜りゅうのはなし
- 6. 第二章 〜いえのなか（よる）
- 7. 第三章 〜あさ〜
- 8. 第三章 〜おにとりで〜
- 9. 第三章 〜とりでのなか〜
- 10. 第四章 〜となりむら〜
- 11. 第四章 〜みずうみ〜
- 12. 第四章 〜ひのえさま〜
- 13. スタッフロール

〜後編〜
- 14. 第五章 〜はいきょ〜
- 15. 第五章 〜おにのもんばん〜
- 16. 第六章 〜もり〜
- 17. 第六章 〜きかいがもり〜
- 18. 第六章 〜すずめのおやど〜
- 19. 第七章 〜しのはら〜
- 20. 第七章 〜どうくつ〜
- 21. 第七章 〜おはな〜
- 22. 第八章 〜きょだいりゅう〜
- 23. 第九章 〜だいだんえん〜
- 24. エンディング

※ファミコン20THアニバーサリーオリジナルサウンドトラックVOL.3より

## スタッフ
- 制作：山内溥
- 脚本：菱田達也
- 進行：加藤圭三
- デザイン：清水一伸、西川佳孝
- プログラム：橋下友茂、亀山雅之
- 技術：清水隆雄
- 音楽：近藤浩治
- 演出：菱田達也
- 監修：宮本茂

## 評価
- ゲーム誌『ファミコン通信』のクロスレビューで合計30点（満40点）でシルバー殿堂入りを獲得、『ファミリーコンピュータMagazine』の読者投稿によるゲーム通信簿での評価は以下の通りとなっており、21.75点（満25点）を獲得[12]し、任天堂初のアドベンチャーゲームにして名作の評価を得た[2][注 1]。また、この得点はディスクシステムの全ゲームの中で最も高い得点となった。

| 項目 | キャラクタ | 音楽 | 操作性 | 熱中度 | お買得度 | オリジナリティ | 総合  |
| 得点 | 4.49       | 4.34 | 4.14   | 4.40   | -        | 4.38           | 21.75 |

- 『ファミリーコンピュータMagazine』1991年5月24日号特別付録の「ファミコンディスクカード オールカタログ」巻末に収録されている「ディスクカード部門別BEST5」では、キャラクタ3位、音楽2位、操作性4位、熱中度2位、オリジナリティ1位、総合評価1位を獲得している[13]。